# デラウェア・ブルーコーツ
デラウェア・ブルーコーツ（Delaware Blue Coats）は、NBAゲータレード・リーグ（Gリーグ）に加盟しているプロバスケットボールチーム。本拠地はアメリカ合衆国デラウェア州ウィルミントン
。フィラデルフィア・76ers傘下。アリーナはチェイス・フィールドハウス。

## チーム名
現在のチーム名はデラウェア第1連隊（別名「デラウェア・ブルース」）に由来する。

## 歴史
2004年、ユタフラッシュとしてスタートした。
2011年位チームは活動を休止し、フィラデルフィア76ersがチームを買収し、「デラウェア 87ers」に名称変更された。これは、デラウェア州が1787年にアメリカ合衆国憲法を批准した最初の州であったことに由来している。
2018-19シーズンから、チームはデラウェア・ブルー・コートに改名された。

## 脚註
1. ↑  “Harris Blitzer Sports & Entertainment Plans State-of-the-Art 76ers Fieldhouse in Wilmington”. NBA Media Ventures, LLC. (2017年11月29日) 2018年5月9日閲覧。
2. ↑  Tresolini, Kevin (2018年3月28日). “The Blue Coats are coming! Nothing revolutionary as 87ers receive new nickname”. The News Journal 2018年3月28日閲覧。
3. ↑  Tornoe, Rob (2018年3月28日). “Sixers rename G-League team as work continues on new sports complex”. The Philadelphia Inquirer 2018年3月28日閲覧。
4. ↑  “Delaware Blue Coats Reproduction and Usage Guideline Sheet”.   NBA Properties, Inc.. 2021年10月12日閲覧。